# هارون كمارا
هارون موسى كمارا (مواليد 1 يناير 1998) هو لاعب كرة قدم سعودي يلعب كمهاجم لنادي الشباب في دوري المحترفين السعودي.

## مسيرة اللاعب
بدأ كمارا مشواره في نادي الرياض قبل أن ينضم إلى نادي الفيصلي عام 2016. وفي يناير 2017، انضم كمارا إلى القادسية بصفقة مدتها خمس سنوات. ظهر لأول مرة مع الفريق وسجل هدفه الأول في 21 فبراير 2018 في مباراة الدوري ضد منافسه الديربي الاتفاق. في 17 يوليو 2019، انضم كمارا إلى نادي الاتحاد مقابل رسوم تبلغ 30 مليون ريال سعودي بعقد مدته خمس سنوات. في 23 أغسطس 2019، ظهر كمارا لأول مرة مع نادي الاتحاد بخروجه من مقاعد البدلاء واستبدال ألكسندر بريجوفيتش في الدقيقة 85. في 4 أكتوبر 2019، سجل كمارا هدفه الأول مع الاتحاد في المباراة التي خسرها أمام الحزم بنتيجة 1–2. في 17 يناير 2024، انضم كمارا إلى نادي الاتفاق على سبيل الإعارة لمدة ستة أشهر. في 17 يوليو 2024، انضم كمارا إلى نادي الشباب بصفقة لمدة عامين.